# Bloom (Beach House)
Bloom è il quarto album discografico del gruppo musicale statunitense Beach House, pubblicato nel maggio 2012.

## Il disco
Il disco è stato registrato presso il Sonic Ranch di Tornillo (Texas) ed è coprodotto da Chris Coady (Yeah Yeah Yeahs, Blonde Redhead), che aveva già prodotto il precedente album Teen Dream (2010). Il mixaggio è stato effettuato agli Electric Lady Studios di New York.
La prima canzone pubblicata dell'album è stata Myth, resa disponibile sul sito della band il 6 marzo 2012. Due giorni dopo è stata annunciata la data di pubblicazione del disco. Una seconda traccia, ossia Lazuli, è stata pubblicata dalla Record Store Day come singolo nel mese di aprile del 2012. Il video di questa canzone (diretto da Allen Cordell) è stato diffuso il 6 giugno seguente. Infine il 19 marzo 2013 è stato pubblicato un videoclip per il brano Whishes, diretto da Eric Wareheim del duo comico Tim and Eric.
Per quanto riguarda la critica, l'album è stato accolto positivamente: ha collezionato 4/5 stelline per AllMusic, mentre è stato recensito positivamente anche da NME (voto 7/10), molto positivamente da Pitchfork (voto 9.1/10) e PopMatters (voto 10/10).
Bloom si è posizionato alla prima posizione delle classifiche "Independent Albums" e "Alternative Albums" negli Stati Uniti. Inoltre ha debuttato alla posizione numero 7 della Billboard 200. Nel Regno Unito si è classificato alla 15ª posizione della Official Albums Chart.

## Tracce
1. Myth - 4:20
2. Wild - 4:58
3. Lazuli - 5:02
4. Other People - 4:25
5. The Hours - 4:07
6. Troublemaker - 4:55
7. New Year - 5:23
8. Wishes - 4:40
9. On the Sea - 5:32
10. Irene + traccia nascosta Wherever You Go - 16:57

## Formazione
Beach House
- Victoria Legrand – voce, arrangiamenti, tastiera, organo, piano
- Alex Scally – arrangiamenti, cori, basso, chitarra, tastiere, organo, piano, programmazioni

Altri musicisti
- Joe Cueto – viola (9)
- Daniel Franz – batteria, percussioni